# Amobijum
Amobijum (lat. Ammobium), rod glavočika cjevnjača smješten u tribus Gnaphalieae. Pripadaju mu tri vrste zeljastog raslinja iz Australije i Tasmanije.

## Vrste
1. Ammobium alatum R.Br.
2. Ammobium calyceroides (Cass.) Anderb.
3. Ammobium craspedioides Benth.

## Sinonimi
- Nablonium Cass.